# Llano de Piedra
Llano de Piedra är en ort i Mexiko.   Den ligger i kommunen Santiago Juxtlahuaca och delstaten Oaxaca, i den sydöstra delen av landet, 290 km söder om huvudstaden Mexico City. Llano de Piedra ligger 1 215 meter över havet och antalet invånare är 129.
Terrängen runt Llano de Piedra är kuperad åt nordost, men åt sydväst är den bergig. Runt Llano de Piedra är det ganska glesbefolkat, med 31 invånare per kvadratkilometer. Närmaste större samhälle är Putla Villa de Guerrero, 12,2 km öster om Llano de Piedra. I omgivningarna runt Llano de Piedra växer huvudsakligen savannskog.